# Servei General d'Informació de Muntanya
El Servei General d'Informació de Muntanya (SGIM) és un centre de documentació sobre temes relacionats amb el muntanyisme amb seu a Sabadell fundat l'any 1974.
El SGIM es va fundar el 1974 gràcies a la tasca de persones com Josep Paytubí Tubau i Carles Capellas, entre d'altres, amb l'objectiu de recollir llibres, guies, mapes i fonts d'informació relatives al muntanyisme, tant pel que fa a l'àmbit esportiu com en el camp històric i cultural. El SGIM disposa d'una biblioteca que té un fons de més de 16.000 volums i també d'una cartoteca, una hemeroteca, una fototeca i una filmoteca. A més de servei d'informació de caràcter públic, funciona també com arxiu històric i centre d'estudis, d'on han sorgit publicacions com els Quaderns d'Alpinisme o els índexs gràfics de mapes del Karakoram i de l'Hindu Kush, per exemple. El Servei també col·labora en l'edició de llibres, mapes i publicacions especialitzades d'associacions i particulars d'arreu del món. Fou membre de la comissió de documentació i informació de la Unió Internacional d'Associacions d'Alpinisme (UIAA) que existí entre els anys 1985 i el 2000. Després d'estar ubicat a diverses localitzacions de Sabadell, des del 1995 té la seu a l'antiga església parroquial de Sant Vicenç de Jonqueres, un espai que fou cedit per l'Ajuntament de Sabadell. L'any 2013 la Societat Geogràfica Espanyola (SGE) distingí el SGIM com a membre d'honor d'aquesta societat.
La procedència de la documentació de què es nodreix el Servei és molt diversa. D'una banda hi ha les adquisicions i subscripcions, també hi ha els intercanvis de publicacions i documents amb altres biblioteques i centres de documentació. Una part important d'editorials de Catalunya, com és el cas de Cossetània, Piolet, Pyrenaica, Desnivel, Publicacions de l'Abadia de Montserrat o Sua, proporcionen el que publiquen gratuïtament. Moltes entitats, tant de Catalunya com de l'estranger, també envien els seus butlletins i publicacions. Una altra font important són les donacions, de particulars i d'entitats, des de fotos fins a quadres, llibres, mapes, revistes, etc. Altres vies d'arribada de documentació, són particulars i entitats excursionistes que per manca d'espai o canvis de domicili es veuen forçats a desprendre’s de documentació.